# 萨维尼亚诺-伊尔皮诺
萨维尼亚诺-伊尔皮诺（義大利語：Savignano Irpino），是意大利阿韦利诺省的一个市镇。总面积38平方公里，人口1209人，人口密度31.8人/平方公里（2009年）。ISTAT代码为064096。